# Harold Devine
Harold Devine, född 18 maj 1909 i New Haven i Connecticut, död 13 september 1998 i Worcester i Massachusetts, var en amerikansk boxare.
Devine blev olympisk bronsmedaljör i fjädervikt i boxning vid sommarspelen 1928 i Amsterdam.